# John Gatins
John Gatins (né le 16 avril 1968) est un scénariste, acteur et producteur de cinéma américain né à Manhattan.

## Biographie
John Gatins nait dans le borough de Manhattan à New York. Son père était policier au sein du New York City Police Department. Sa famille déménage ensuite à Poughkeepsie dans le comté de Dutchess où il fréquente le Vassar College duquel il sort diplômé.

### Carrière
John Gatins se rend ensuite à Los Angeles dans l'espoir d'y poursuivre une carrière d'acteur. Il décroche son premier rôle en 1993 dans le film d'horreur Witchboard 2: The Devil's Doorway, suivi de Pumpkinhead II: Blood Wings en 1994. Il commence ensuite à apparaître dans des projets plus importants, comme American Boys en 1999, première d'une longue collaboration avec le réalisateur Brian Robbins.
En 2001, il signe son premier scénario avec la comédie dramatique Hot Summer de Michael Tollin, avec Freddie Prinze Jr. et Jessica Biel et produit par Brian Robbins. Brian Robbins met en suite en scène le second scénario de John Gatins la même année : Hardball. En 2005, il écrit Coach Carter dans lequel Samuel L. Jackson interprète Ken Carter. Cette même année, il réalise son premier long-métrage, Dreamer, inspiré de  l'histoire vraie de la jument Mariah's Storm.
En 2012, Robert Zemeckis réalise Flight d'après un scénario qu'il a imaginé dès 1999, alors qu'il était conseiller technique sur le tournage d'un film de guerre. Toujours entouré d'anciens pilotes de l'armée de l'air, il se demandait alors la vie de ces pilotes, une fois qu'ils étaient revenus sur terre. Pour ce film, il est nommé à l'Oscar du meilleur scénario original lors des Oscars 2013.

## Filmographie

### Scénariste
- 2001 : Hot Summer (Summer Catch) de Michael Tollin
- 2001 : Hardball (Hard Ball) de Brian Robbins
- 2005 : Coach Carter de Thomas Carter
- 2005 : Dreamer de lui-même
- 2011 : Real Steel de Shawn Levy
- 2012 : Flight de Robert Zemeckis
- 2014 : Need for Speed de Scott Waugh
- 2016 : Spectral de Nic Mathieu
- 2017 : Kong: Skull Island de Jordan Vogt-Roberts
- 2017 : Power Rangers de Dean Israelite

### Réalisateur
- 2005 : Dreamer

### Producteur
- 2000 : Ready to Rumble de Brian Robbins
- 2001 : Hot Summer (Summer Catch) de Michael Tollin (coproducteur)
- 2014 : Need for Speed de Scott Waugh

### Acteur
- 1993 : Witchboard 2: la planche aux maléfices (Witchboard 2: The Devil's Doorway) de Kevin Tenney : Russel
- 1994 : Pumpkinhead II: Blood Wings (vidéo) de Jeff Burr : Caspar Dixon, jeune
- 1995 : Leprechaun 3 (vidéo) de Brian Trenchard-Smith : Scott McCoy
- 1998 : Ni dieux ni démons (Gods and Monsters) de Bill Condon : Kid Saylor (non crédité)
- 1998 : Another Day in Paradise de Larry Clark : Phil
- 1999 : American Boys (Varsity Blues) de Brian Robbins : l'homme qui sourit
- 2002 : Impostor de Gary Fleder : Patient-soldat
- 2002 : Méchant Menteur (Big Fat Liar) de Shawn Levy : un chauffeur de camion
- 2006 : Raymond (The Shaggy Dog) de Brian Robbins : un sans-abri
- 2007 : Norbit de Brian Robbins : le préposé
- 2007 : The Nines de John August : lui-même
- 2008 : Appelez-moi Dave (Meet Dave) de Brian Robbins : le contrôleur du trafic aérien
- 2009 : Harmony and Me de Bob Byington : Tom
- 2010 : Fred: The Movie (téléfilm) de Clay Weiner : un employé du car wash
- 2010 : Terriers (série TV) - Saison 1, épisode 13 : le clochard de la plage
- 2011 : Real Steel de Shawn Levy : Kingpin
- 2011 : Fred 2: Night of the Living Fred (téléfilm) de John Fortenberry : le plongeur
- 2012 : Mille mots (A Thousand Words) de Brian Robbins : le voiturier

## Nominations
- Oscars 2013 : meilleur scénario original pour Flight[3]
- Critics' Choice Movie Awards 2013 : meilleur scénario original pour Flight
- NAACP Image Awards 2013 : meilleur scénario de film (cinéma ou télévision) pour Flight
- Satellite Awards 2012 : meilleur scénario original pour Flight